# NA-2316
La NA-2316 es una carretera que comunica el pueblo de Zulueta con la NA-2420 y con la A-21.

## Recorrido
| Denominación | Kilómetro | Salida              | Carretera           | Dirección           |
| ------------ | --------- | ------------------- | ------------------- | ------------------- |
| NA-2316      | 0         |                     | NA-2420             | Pamplona Sangüesa   |
| NA-2316      | 0         |                     | A-21                | Pamplona Sangüesa   |
| NA-2316      | 0         | Travesía de Zulueta | Travesía de Zulueta | Travesía de Zulueta |

- Datos: Q12264094